# Northrop Grumman E-10 MC2A
Northrop Grumman E-10 MC2A — запланированный многоцелевой военный самолёт, предназначенный для замены построенных на базе Boeing 707 самолётов E-3 Sentry, Boeing E-8 JSTARS и RC-135 Rivet Joint, состоящих на вооружении ВВС США. Самолёт планировалось строить на базе пассажирского авиалайнера Boeing 767-400ER.

## Разработка
В 2003 году компании Northrop Grumman, Boeing и Raytheon образовали группу MC2A и получили контракт на 215 млн долларов для предварительной разработки нового самолёта. MC2A является аббревиатурой «Multi-Sensor Command and Control Aircraft» («Многоцелевой самолёт управления и наведения»). MC2A предполагался как основной воздушный командный центр поля боя.
Несмотря на то, что Northrop Grumman E-8 Joint STARS был разработан относительно недавно, этот самолёт построен на базе Boeing 707. Установка новейшего электронного оборудования, разработанного для проекта MC2A на устаревшую платформу не позволит достичь требуемых характеристик. Появление мощных и надёжных турбовентиляторных двигателей позволило начать рассматривать для этих целей двухмоторные самолёты.
В августе 2003 г. журнал Air International сообщил, что программа объединения авиационного комплекса радиообнаружения и наведения с радаром слежения за наземными целями на одной платформе воздушного базирования была отменена. В качестве причин были указаны высокое энергопотребление этих систем и значительные помехи, которые они создают друг для друга. Вместо этого, ВВС США планирует принять на вооружение две различные модификации E-10, которые будут интегрированы с космическими системами радиолокационного обнаружения. Также на E-10 планируется возложить управление беспилотными самолётами.

## Сокращение заказов и отмена
В январе 2006 года новый Бюджет ВВС США предусматривал значительный пересмотр программы E-10 и отмену программы разработки и демонстрации SDD. Было оставлено лишь финансирование и тестирование одного прототипа; программа получила наименование E-10A Technology Development Program (TDP). Программа предусматривала лётные испытания радиолокационного оборудования и системы защиты от крылатых ракет. Сокращение финансирования проекта стало частью более широкой программы реорганизации ВВС, которая, помимо прочего, предусматривает снятие с вооружения самолётов Boeing E-4, F-117 и значительной части B-52.
Прототип E-10 (Boeing 767-400ER) некоторое время хранился на стоянке в г. Эверетт на заводе Boeing, а затем в январе 2009 был продан в Бахрейн для переоборудования в VIP-вариант.

## Технические характеристики (Boeing767-400)
Технические характеристики
- Экипаж: 2 пилота и 19 операторов
- Длина: 48,51 м
- Размах крыла: 47,57 м
- Высота: 15,85 м
- Максимальная взлётная масса: 175000 кг
- Силовая установка: 2 × ТРДД General Electric CF-6-80C2
- Тяга: 2 × 27900 кгс

Лётные характеристики
- Максимальная скорость: более 800 км/ч
- Практическая дальность: 9290 км
- Практический потолок: 13100 м